# Grands prix des saisons littéraires
Les grands prix des saisons littéraires sont des anciens prix littéraires québécois qui ont été créés en 1996 par Guérin éditeur.
Ces trois prix annuels étaient publiés dans un numéro de la revue Les Saisons littéraires.

## Lauréats
| Année | Essai                                    | Fiction                     | Poésie                                        |
| ----- | ---------------------------------------- | --------------------------- | --------------------------------------------- |
| 1996  | Christian Violy Du rire à l'enchantement | Michel Rivet Chien de garde | Guy Fréchette Je ne t'ai pas envoyé de lettre |